# Roland De Neve
Roland De Neve (nascido em 19 de fevereiro de 1944) é um ex-ciclista belga. Competiu como representante de seu país nos Jogos Olímpicos de Verão de 1964, onde a equipe belga terminou em décimo terceiro lugar na corrida de 100 contrarrelógio por equipes.